# Láthatatlan kísértet
A Láthatatlan kísértet egy 1941-es thriller, Lugosi Béla főszereplésével.

## Cselekmény
Dr. Kesslert elhagyta a felesége egy másik férfiért, majd autóbalesetet szenved, és mindenki azt hiszi, hogy meghalt. Közben Kessler elkezd becsavarodni, de az igazi baj csak akkor kezdődik, amikor meglátja halottnak hitt feleségét a háza ablakán kinézni.

## Szereplők
- Lugosi Béla – Dr. Charles Kessler
- John McGuire – Paul Dickson
- Polly Anne Young – Virginia Kessler
- Clarence Muse – Evans
- George Pembroke – Williams hadnagy
- Terry Walker – Cecile
- Betty Compson – Mrs Kessler
- Ernie Adams – Jules